# Тринидад (остров, Аргентина)
Тринидад (исп. Trinidad — «Троица») — остров, расположенный в Атлантическом океане к югу от аргентинского города Пунта-Альта провинции Буэнос-Айрес.

## Описание
Общая площадь острова составляет 207 км2, максимальная длина — 34 км, а ширина — 12 км.